# I Thunderman
I Thunderman (The Thundermans) è una sitcom statunitense rivolta ad un pubblico di adolescenti, trasmessa negli Stati Uniti d'America su Nickelodeon dal 14 ottobre 2013 al 25 maggio 2018. In Italia è andata in onda dal 7 aprile 2014 al 19 settembre 2018 sempre su Nickelodeon.
Il 20 dicembre 2013, Nickelodeon rinnova I Thunderman per una seconda stagione di 25 episodi, mentre il 4 marzo 2015 annuncia una terza stagione e il 2 marzo 2016 la quarta ed ultima stagione.
Il giorno 2 marzo 2023 Nickelodeon annuncia l'arrivo di un film che farà sequel alla serie TV; esso riporterà in scena il cast della serie originale ed è momentaneamente intitolato The Thundermans Return. Le riprese della pellicola si sono svolte ai Paramount Studios di Los Angeles nel mese di aprile 2023 nell'arco di quasi 4 settimane. Il film è stato distribuito il 7 marzo 2024, in Italia, con il nome I Thunderman - Il ritorno.

## Trama
La serie ruota intorno ai Thunderman, una famiglia di supereroi con superpoteri che cerca di vivere una vita normale nella città immaginaria di Hiddenville.
Phoebe, la figlia maggiore, sogna di essere un supereroe e usa i suoi poteri per il bene, mentre suo fratello gemello Max vuole essere il prossimo grande super criminale e usa i suoi poteri per il male. I genitori Hank e Barb cercano di vivere una vita normale e raramente usano i loro superpoteri - anche se non con molto successo - mentre Billy e Nora, i fratelli minori, si divertono a usare i loro superpoteri quando è possibile. Un ex supercattivo di nome Dr. Colosso è stato sconfitto da Hank e trasformato in un coniglio e vive nel covo di Max (il seminterrato della villetta in cui la famiglia vive, dotato di uno scivolo e di un letto in cui dorme quest'ultimo) offrendogli consigli su come diventare un supercattivo ed essendo un mentore nonché un migliore amico per Max.
Alla fine della seconda stagione nasce Chloe, la sorellina più piccola, e alla fine della terza stagione, dopo che il mondo scopre la natura di supereroi dei Thunderman, Max decide di diventare buono e aiuta la sua famiglia a sconfiggere Dark Mayhem, un supercattivo che aveva aiutato quand’era ancora malvagio. Anche se inizialmente il Dr. Colosso è molto arrabbiato con Max dato che ha scelto di diventare buono, alla fine i due faranno pace e resteranno migliori amici.
Durante la quarta stagione, Max e Phoebe vengono selezionati come candidati per l'appartenenza alla squadra di élite della Hero League chiamata Z-Force. A metà della stessa stagione, Phoebe assorbe accidentalmente i poteri di Dark Mayhem (il supercriminale sconfitto nel finale della terza stagione) ma poiché essi erano instabili, la ragazza diventa cattiva. Con l'aiuto della famiglia tuttavia la sua cattiveria viene sconfitta e torna normale. La serie si conclude con l'entrata dei ragazzi nella squadra della Z-Force, che diventa successivamente T-Force.

## Produzione
Il 3 agosto 2012, Nickelodeon ha annunciato la nuova serie I Thunderman come uno dei suoi prossimi spettacoli live-action.
L'episodio pilota è stato girato nell'ottobre 2012. Le riprese sono iniziate a metà febbraio 2013 e prodotte alla Paramount Studios di Los Angeles.
Il 2 marzo 2023, la casa produttrice della serie, Nickelodeon, annuncia l'arrivo di un sequel sotto forma di film televisivo della fiction, con il cast della serie originale riportato in scena; esso è momentaneamente intitolato The Thundermans Return, e le riprese sono iniziate il 1º aprile 2023, sempre ai Paramount Studios di Los Angeles.

## Personaggi e interpreti

La famiglia Thunderman al completo nella sigla della terza e quarta stagione.

### Famiglia Thunderman
- Phoebe Monica Rachel Thunderman / Thundergirl (stagioni 1-4), interpretata da Kira Kosarin e doppiata da Ludovica de Caro. Phoebe Thunderman è la sorella gemella di Max ed è la sorella maggiore di Billy, Nora e Chloe. È molto brava in matematica, le piace andare a scuola e studiare e pratica danza classica. La sua migliore amica si chiama Cherry. Ha gli stessi poteri di suo fratello Max: la telecinesi, il fiato congelante e il fiato caldo. Si fidanza con Cole (prima stagione) e successivamente con Link Evilman (fine seconda-inizio terza). Il suo attore preferito è Channing Tatum, è solita litigare con suo fratello gemello Max con il quale spesso non va d'accordo per i differenti caratteri e per la rivalità che c’è tra loro, ma in fondo si vogliono molto bene e ci sono sempre l’uno per l’altro. Non è capace di mantenere un segreto. Nella terza stagione riceverà il mantello da supereroe e nella quarta verrà presa in considerazione per entrare nella Z-Force, un gruppo d'elite della lega dei supereroi. Nell'episodio I poteri di Dark Mayem acquisirà i poteri di quest'ultimo per distruggere la puzzobomba, ma non riuscirà più a liberarsene. Nell'episodio Guai in paradiso di conseguenza diventerà malvagia e proverà a mettere in atto i piani di conquista di Dark Mahyem insieme alla testa d'androide dell'assistente di quest'ultimo, ma grazie a Max e al resto della famiglia riuscirà a tornare buona.
- Maximus Octavius "Max" Thunderman / Thunderboy (stagioni 1-4), interpretato da Jack Griffo e doppiato da Alessandro Capra. È il fratello gemello di Phoebe  ed è il fratello maggiore di Billy, Nora e Chloe. Ha gli stessi poteri di Phoebe, è il cattivo della famiglia e il suo sogno è conquistare il mondo. Nel corso della serie si fidanza con Veronica, con la quale la relazione dura poco nella prima stagione, e Allison, molto diversa da lui, tra metà terza stagione e metà quarta stagione. Nell'episodio Il segreto rivelato diventa buono a tutti gli effetti dopo aver sconfitto Dark Mayhem, sognando di entrare nella Z-Force, inizialmente Colosso è deluso da questa scelta ma poi i due fanno pace e restano migliori amici, si lascerà poi con Allison, nell'episodio "Guai in paradiso" dopo che Phoebe diventa cattiva Max farà di tutto per aiutarla a tornare buona, per poi riuscirci.
- William "Billy" Thunderman / Kidquick (stagioni 1-4), interpretato da Diego Velazquez e doppiato da Annalisa Longo. È il fratello minore di Phoebe e Max, e fratello maggiore di Nora e Chloe. È molto stupido e credulone e ha il potere della supervelocità.
- Nora Thunderman / Lasergirl (stagioni 1-4), interpretata da Addison Riecke e doppiata da Valentina Pallavicino. Nora Thunderman è la sorella minore di Phoebe, Max e Billy e la sorella maggiore di Chloe. Ha il potere di sparare raggi laser dagli occhi. Billy è il suo migliore amico, oltre che suo fratello. Quando si arrabbia diventa scontrosa e arrogante sparando i laser addosso a Billy (Hank confessa di averne un po' paura). Nella prime stagioni è più scontrosa, mentre dalla terza è meno arrogante e tiene molto alla sorellina Chloe. Ha un'ossessione per i fiocchi (ne indossa sempre uno sui capelli) e ha paura dei topi. Sembra si sia invaghita di un ragazzo di nome Owen.
- Chloe Thunderman / Thunderbaby (stagioni 3-4, guest 2) interpretata da Maya Le Clark e doppiata da Giulia Zorz. Chloe Thunderman è la sorella minore di Phoebe, Max, Billy e Nora. È la più piccola della famiglia, ma è molto intelligente. È nata nel finale della seconda stagione (episodio Un nuovo supereroe). Ha il potere del teletrasporto (inizialmente da neonata era quello di creare le bolle). Dice molto spesso la parola "baby" e se vede una torta non può resistere alla tentazione di non mangiarla, tratto preso dal padre Hank.
- Henry Tiberious "Hank" Thunderman / Thunderman (stagioni 1-4), interpretato da Chris Tallman e doppiato da Alessandro Maria d'Errico. È il marito di Barb ed è il padre di Phoebe, Max, Billy, Nora e Chloe, si fa chiamare Thunderman e i suoi poteri sono la super forza e la capacità di volare. Ama mangiare e dormire ed è molto pigro. Il suo peggior nemico è Mike Evilman, ma dopo molti attriti iniziali i due diventeranno amici e per un lungo periodo anche consuoceri.
- Barbara "Barb" Thunderman / Electress (stagioni 1-4), interpretata da Rosa Blasi e doppiata da Renata Bertolas. È la moglie di Hank ed è la madre di Phoebe, Max, Billy, Nora e Chloe. Il suo potere è la capacità di generare potenti scariche elettriche. È chiamata Electress e ha una sorella di nome Mandy che possiede il potere dell'invisibilità. Il suo cognome prima che si sposasse con Hank era McBooger, che lei non sopportava.
- Dr. Arthur Colosso (stagioni 1-4) interpretato da Dana Snyder e doppiato da Graziano Galoforo. Uno dei principali criminali di Metroburg, nemico n. 1 di Hank, che lo sconfisse nel 1988. Quest'ultimo lo ha trasformato in un coniglio ed in seguito diventerà il migliore amico di Max. Vive nel covo di quest'ultimo e dorme con lui, è sarcastico e insolente e quando Max non c'è è l'orso Teddy a fargli compagnia. Gli piace prendere in giro la famiglia Thunderman alla prima occasione, ad eccezione di Max, il suo migliore amico. In alcuni episodi tra la seconda e la quarta stagione viene ritrasformato in umano ma poi torna sempre coniglio.

### Famiglia Evilman
- Link Evilman (ricorrente stagioni 2-3), interpretato da Barrett Carnahan e doppiato da Renato Novara. È il ragazzo definitivo di Phoebe dalla seconda stagione, nonostante un primo disaccordo dei rispettivi genitori. Ha il potere di allungare gli arti. Suo padre è Mike Evilman, l'uomo più cattivo di Metroburg. È il fratello maggiore di Henris. Si viene a sapere in un episodio che Link ha anche una sorella maggiore, che però non viene mai mostrata nella serie. In seguito inizia a lavorare allo Splat Burger. Successivamente si trasferisce ad Hong Kong per fare il supereroe. Appare di nuovo nell'episodio Il segreto rivelato.
- Henris Evilman (guest star stagione 3). È il fratello minore di Link, interpretato da Casey Simpson. È il bambino più timido al mondo e adora i pirati. Phoebe per sbaglio gli dà la benda di Evilman che lo fa diventare cattivo. Sarà sconfitto da Nora. Ha il potere di creare fuoco dalle dita ("Fuocherello").
- Michael "Mike" Evilman (ricorrente stagioni 2-3), interpretato da Eric Allan Kramer, doppiato da Giorgio Bonino. È il padre di Link, Henris e della loro sorella citata. È l'uomo più cattivo di Metroburg, inizialmente nemico di Hank: i due distrussero la città di Metroburg a forza di darsele ma non ha vinto nessuno di loro. Phoebe riesce a fargli fare pace, dopo la sfida di tubi allo Splatburger. Mike gestisce un negozio di materassi il cui slogan è "Ti metto ko sul più bel materasso che ho!".
- Michelle Evilman. È la sorella maggiore di Link, il quale dice che ha preso un "carrellato" da lei, viene citata in un episodio ma non appare mai fisicamente nella serie.

### Personaggi secondari
- Cherry Seinfeld (stagioni 1-4), interpretata da Audrey Whitby e doppiata da Benedetta Ponticelli. È la migliore amica di Phoebe, è molto stupida e ingenua. Il suo compleanno è a dicembre, quando lei pensa sia a novembre. A fine seconda stagione verrà a sapere che i Thunderman sono dei supereroi. Nella 4ª stagione si metterà con Oyster (amico di Max e bravo chitarrista).
- Super Presidente Kickbutt (stagioni 2-4) interpretata da Daniele Gaither e doppiata da Patrizia Mottola. È la presidente della Lega dei Supereroi, ha un vistoso ciuffo blu in testa e opera dalla base fantascientifica che presiede, a volte redarguisce i Thunderman e non è molto socievole. In un episodio cede il posto a Hank, salvo riprenderlo alla fine della puntata su insistenza dello stesso che non sopporta le troppe responsabilità che il ruolo richiede. In un episodio si scopre che il suo nome è Evelyn. Ha una nipote di nome Simone.
- Blobbin Thunderman (stagioni 1-4), interpretato da Harvey Guillen e doppiato da Ruggero Andreozzi. È il cugino di Barb e il suo superpotere è l'indistruttibilità. È molto ricco e fa qualunque cosa per la famiglia Thunderman. Dalla seconda stagione avrà il cagnolino della signora Ruben. In un episodio della quarta stagione perderà tutti i suoi soldi ma scoprirà che il suo cane aveva mangiato il suo portafogli.
- Tad Bradford (stagioni 1-4) interpretato da Jeff Meacham e doppiato da Luca Bottale. Il preside della scuola. È un depravato che non ha né amici né famiglia e guarda sempre le mamme single alle riunioni. Riceve sempre scherzi, soprattutto da parte di Max e non sopporta in particolar modo i Thunderman. Nell'episodio 2x22 si scopre che è un wrestler, mentre nell'episodio Il rapimento di Colosso si scopre che vive nella scuola e ci dorme in un letto, incastonato negli armadietti.
- Oyster (stagioni 2-4). interpretato da Tanner Stine e doppiato da Marco Benedetti. È il migliore amico di Max. È molto carino, ma davvero strano. Un giorno Phoebe si prende una cotta per lui ed escono insieme, ma poi capisce che lui ama solo la sua chitarra. Nella quarta stagione si metterà con Cherry.
- Signora Olympia Wong (stagioni 1-4), interpretata da Helen Hong e doppiata da Mariagrazia Errigo. È la pizzaiola di Hiddenville di origine cinese, ed è veramente insopportabile, soprattutto con i Thunderman. È la zia di Darcy, una ragazzina noiosa che ha rapinato Hiddenville. Nelle prime due stagioni ha una pizzeria, mentre dalla terza stagione diventa proprietaria dello Splatburger, un fast food dove il cibo ordinato viene fatto cadere da un tubo. È lei a scoprire il segreto dei Thunderman riguardo alla loro natura di supereroi nella fine della terza stagione.
- Allison (stagioni 3-4), interpretata da Ryan Newman e doppiata da Patrizia Mottola. È la fidanzata definitiva di Max. Vuole sempre salvare il mondo ma in particolare la Groenlandia per il riscaldamento globale (3x12). Nella stessa puntata Phoebe le farà credere che Max abbia una cotta per lei e le fissa un appuntamento in modo da non farla partecipare ad un concorso scolastico. Phoebe dice anche a Max che Allison ha una cotta per lui ed escono insieme. Si fidanzeranno ufficialmente nell'episodio La serata dei giochi ma si lasceranno nell'episodio Il rapimento di Colosso.

### Supercattivi
- Dark Mayhem (guest star 1, 2 e 4, ricorrente stagione 3): è il più cattivo supercriminale della Lega dei supercattivi. Ha il potere di lanciare scariche di laser che disintegrano tutto ciò che trovano. Si vede in alcuni episodi, tra cui il secondo episodio della prima stagione Phoebe contro Max, anche se in realtà era Phoebe, ed è ricorrente nella terza stagione sul computer di Max. Nell'episodio speciale Il segreto rivelato si vede con i suoi alleati e in seguito lotta con Phoebe e Max, diventato buono, insieme al resto della famiglia Thunderman. Alla fine dell'episodio viene sconfitto da Chloe, che aveva acquisito i poteri del padre Hank, e viene portato nella prigione di massima sicurezza di Metroburg. Nell'episodio Guai in Paradiso parlerà con Phoebe prima che diventi cattiva a causa dei suoi stessi poteri. Doppiato da Marco Balzarotti in tutti gli episodi in cui compare tranne nello speciale Guai in Paradiso in cui è doppiato da Diego Sabre.
- Re Granchio (guest star stagione 2): è il principale nemico dell'episodio Un nuovo supereroe. Possiede una grande chela al posto di una mano e le armi di alcuni supercattivi. Alla fine dell'episodio viene portato alla prigione di Metroburg. Doppiato da Marco Balzarotti.
- Scalestro (guest star stagione 2): è il secondo supercattivo mostrato nell'episodio Un nuovo supereroe. È vestito come un serpente e ha il potere dell'omonimo rettile. Alla fine viene portato nella prigione di Metroburg.
- Lady Web (guest star stagioni 2 e 3): è una dei supercattivi comparsi nell'episodio Un nuovo supereroe e all'inizio dell'episodio Il segreto rivelato. Ha il potere di creare una seta di ragno. Viene portata alla prigione di Metroburg per aver tentato di rubare un grosso diamante al museo.
- Strongdor (guest star stagione 3 e 4): è un supercattivo mostrato nell'episodio Il segreto  rivelato. Possiede un grande martello che usa come arma ed è molto forte. Ha l'abitudine di parlare in terza persona ed è alleato con Dark Mahyem. Viene sconfitto da Barb e Hank e portato anche lui alla prigione di Metroburg insieme a Dark Mahyem, che non lo sopporta molto.
- Figlio di Scalestro (guest star stagione 3): possiede le stesse abilità e costume del padre. Viene sconfitto per primo da Hank, nell'episodio Il segreto rivelato, a fine terza stagione.
- Fata Pinzessa (guest star stagione 3): è vestita come una principessa e ha un dito gigante con una gigantesca forza. Viene sconfitta da Billy e Nora nell'episodio Il segreto rivelato, a fine terza stagione. Doppiata da Tiziana Martello.
- Candi Falconman (guest star stagione 4): è una supercattiva che ha il potere di trasformare qualunque cosa in dolci, di far addormentare i nemici soffiandogli una polvere di fata (che è in realtà di lampone), di creare una corda di liquirizia, di trasformare le persone in zucchero filato e di vestirsi da caramella che la rende invincibile. Ha usato il lava-cervello di Max per far credere agli amici di Max e Phoebe che lei fosse la loro migliore amica. Viene sconfitta da Phoebe e Max che usano il loro fiato caldo ed il loro fiato freddo facendola volare e atterrare allo Splatburger. Doppiata da Federica Valenti.
- Destructo (guest star stagione 4): è la testa di un androide che viene mostrato nell'episodio Guai in Paradiso. Era l'assistente di Dark Mahyem ma aveva paura che se avesse attaccato la testa al corpo lui sarebbe diventato troppo potente. Ha il potere di lanciare scariche laser e si allea con Pheobe, che aveva acquisito i poteri di Dark Mahyem. Alla fine dell'episodio viene sconfitto da Hank. Doppiato da Pietro Ubaldi.

### Guest star
- Thomas Lennon
- MKTO: Malcom David Kelley e Tony Oller
- Reign Edwards
- Kim Delaney
- Daniella Perkins
- Jace Norman
- Haley Tju
- Marla Gibbs
- William Katt
- Erin Gray
- Carol Herman
- Chris Jericho
- Carlos Pena Jr.

## Episodi
| Stagione         | Episodi | Prima TV USA | Prima TV Italia |
| ---------------- | ------- | ------------ | --------------- |
| Prima stagione   | 20      | 2013-2014    | 2014            |
| Seconda stagione | 25      | 2014-2015    | 2015            |
| Terza stagione   | 26      | 2015-2016    | 2016-2017       |
| Quarta stagione  | 32      | 2016-2018    | 2017-2018       |

### Episodi speciali
Gli episodi I fantasmi di casa Thunderman, Un nuovo supereroe, Il segreto rivelato, I Thunderman sono banditi!,  Thunderman in paradiso e Il potere gemello, nell'edizione originale sono degli episodi speciali di doppia durata, ma nella versione italiana sono stati divisi in parti da 25 minuti in modo da formare due episodi.

### Crossover
Nella seconda stagione c'è un crossover con la serie I fantasmi di casa Hathaway, nella terza con Henry Danger (I fantasmi di casa Thunderman e Danger e Thunder).

## Sigla
La sigla, Living a double life, è cantata da Jack Griffo e Diego Velazquez.
Ci sono quattro tipi di sigla per ogni episodio speciale: Originale, Originale con Chloe, Il segreto rivelato, Banditi e Speciale Ultimi Episodi, ma in Italia per ogni speciale viene usata l'originale. Invece per la sigla dei Monstermans (nell'episodio I racconti di Halloween) cambia anche in Italia.

## Premi e candidature
| Anno | Premio                            | Canale                    | Categoria                       | Destinatario    | Risultato |
| ---- | --------------------------------- | ------------------------- | ------------------------------- | --------------- | --------- |
| 2014 | Kids' Choice Awards               | Nickelodeon               | Attore TV preferito             | Jack Griffo     | Nominato  |
| 2015 | Kids Choice Awards                | Nickelodeon               | Attore TV preferito             | Jack Griffo     | Nominato  |
| 2015 | Kids Choice Awards                | Nickelodeon               | Attrice TV preferita            | Kira Kosarin    | Nominata  |
| 2015 | Imagen Awards                     | -                         | Miglior giovane attore della TV | Diego Velazquez | Nominato  |
| 2016 | Kids' Choice Awards               | Nickelodeon               | Programma televisivo preferito  | I Thunderman    | Vinto     |
| 2016 | Kids' Choice Awards               | Nickelodeon               | Personaggio TV donna preferito  | Kira Kosarin    | Nominata  |
| 2016 | Kids' Choice Awards               | Nickelodeon               | Personaggio TV uomo preferito   | Jack Griffo     | Nominato  |
| 2016 | Kids' Choice Awards Argentina     | Nickelodeon LatinoAmerica | Serie televisiva preferita      | I Thunderman    | Nominato  |
| 2016 | British Academy Children's Awards | -                         | BAFTA Kids' Vote – Television   | I Thunderman    | Nominato  |
| 2017 | Kids' Choice Awards               | Nickelodeon               | Serie TV per ragazzi preferita  | I Thunderman    | Nominato  |
| 2017 | Kids' Choice Awards               | Nickelodeon               | Attore TV preferito             | Jack Griffo     | Nominato  |
| 2017 | Kids' Choice Awards               | Nickelodeon               | Attrice TV preferita            | Kira Kosarin    | Nominata  |